# Skräppesjön (Borås socken, Västergötland)
Skräppesjön är en sjö i Borås kommun i Västergötland och ingår i Viskans huvudavrinningsområde. Sjön är 12,4 meter djup.